# Impasse de Bischheim
L'impasse de Bischheim (en alsacien : Bischemer Gässel) est une voie sans issue de Strasbourg, rattachée administrativement au quartier Centre, qui s'ouvre au no 3 de la place Broglie. Elle donne accès à un parking-silo. 

## Histoire
En 1999, lors des travaux liés à la construction de la ligne B du tramway, des fouilles préventives ont notamment permis d'approfondir l'étude des habitats gallo-romains en terre et en bois dans le quartier de la rue de la Mésange et à sa périphérie, entre la rue de l'Église et l'impasse de Bischheim.
Selon Adolphe Seyboth (1894), cette impasse était « jadis peuplée presque exclusivement de maîtres maçons et de charpentiers».

## Toponymie
La voie est mentionnée en 1284 comme étant la propriété d'un certain personnage de Bischheim, défunt (vicus quondam dicti de Bischovisheim), une origine qui disparaîtra dès le XIVe siècle avec sa corruption en Bischofsgasse (« rue de l'Évêque »).

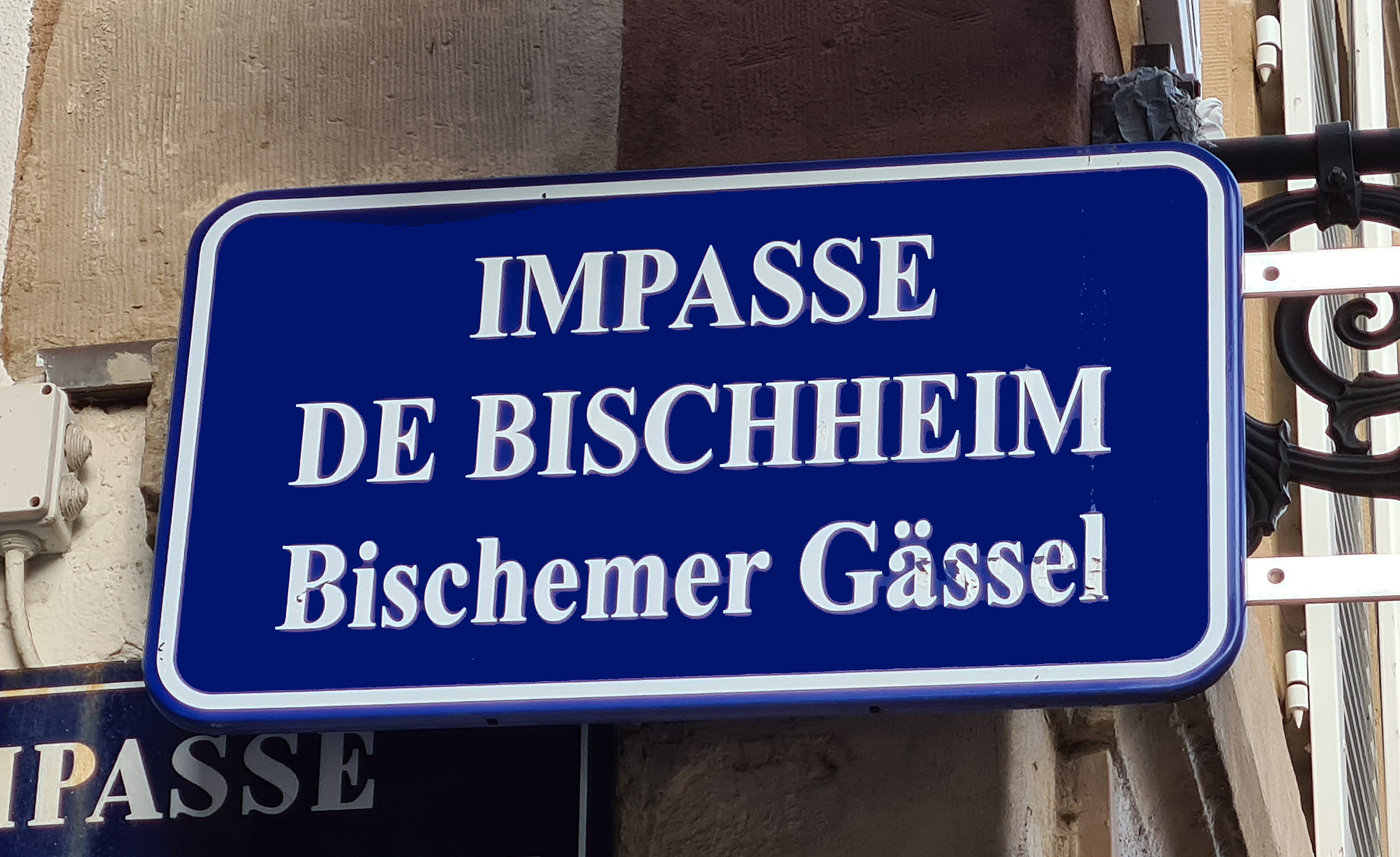
Plaque bilingue, en français et en alsacien.

Elle porte ainsi successivement différents noms, en allemand ou en français : Bischovisheimgasse (1299),  Bischofsgasse (1367), rue de l'Évêque (1786, 1817), rue de Bischofsheim (1792), rue du Frêne, rue de la Tribune (1793), rue Bischofsheim, Bischofs-Gasse (1817) rue de Bischheim (1849), impasse de Bischheim (1856, 1918), Bischheimer-Gässchen (1872, 1940) et, à nouveau, impasse de Bischheim depuis 1945).
Des plaques de rues bilingues, à la fois en français et en alsacien, ont été mises en place par la municipalité à partir de 1995. C'est le cas du Bischemer Gässel.

## Bâtiments remarquables
À l'ouest, la voie est entièrement bordée par différents bâtiments appartenant à la Banque de France, dont la façade principale donne sur la place Broglie. 
L'ensemble a été reconstruit en 1925-1927 dans un style néo-classique par Eugène Haug (1864-1936), architecte strasbourgeois, et Alphonse Defrasse (1860-1939), architecte en chef de la Banque de France, sur l'emplacement de trois anciennes maisons adjacentes : l'hôtel du maire Frédéric de Dietrich, où fut chantée pour la première fois, en 1792, La Marseillaise ; la  maison natale de Charles de Foucauld ; l'ancienne Banque de France, construite en 1855.

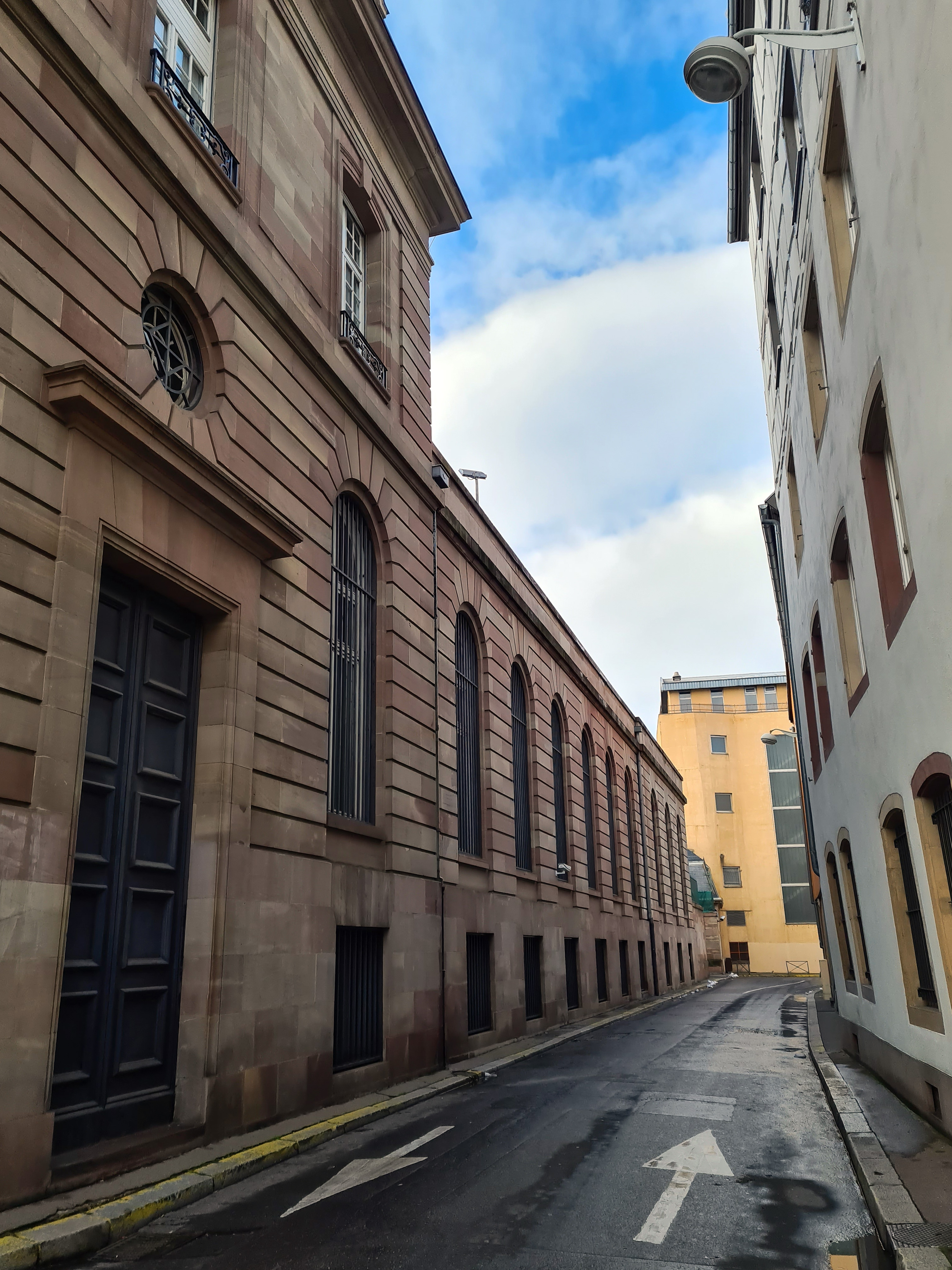
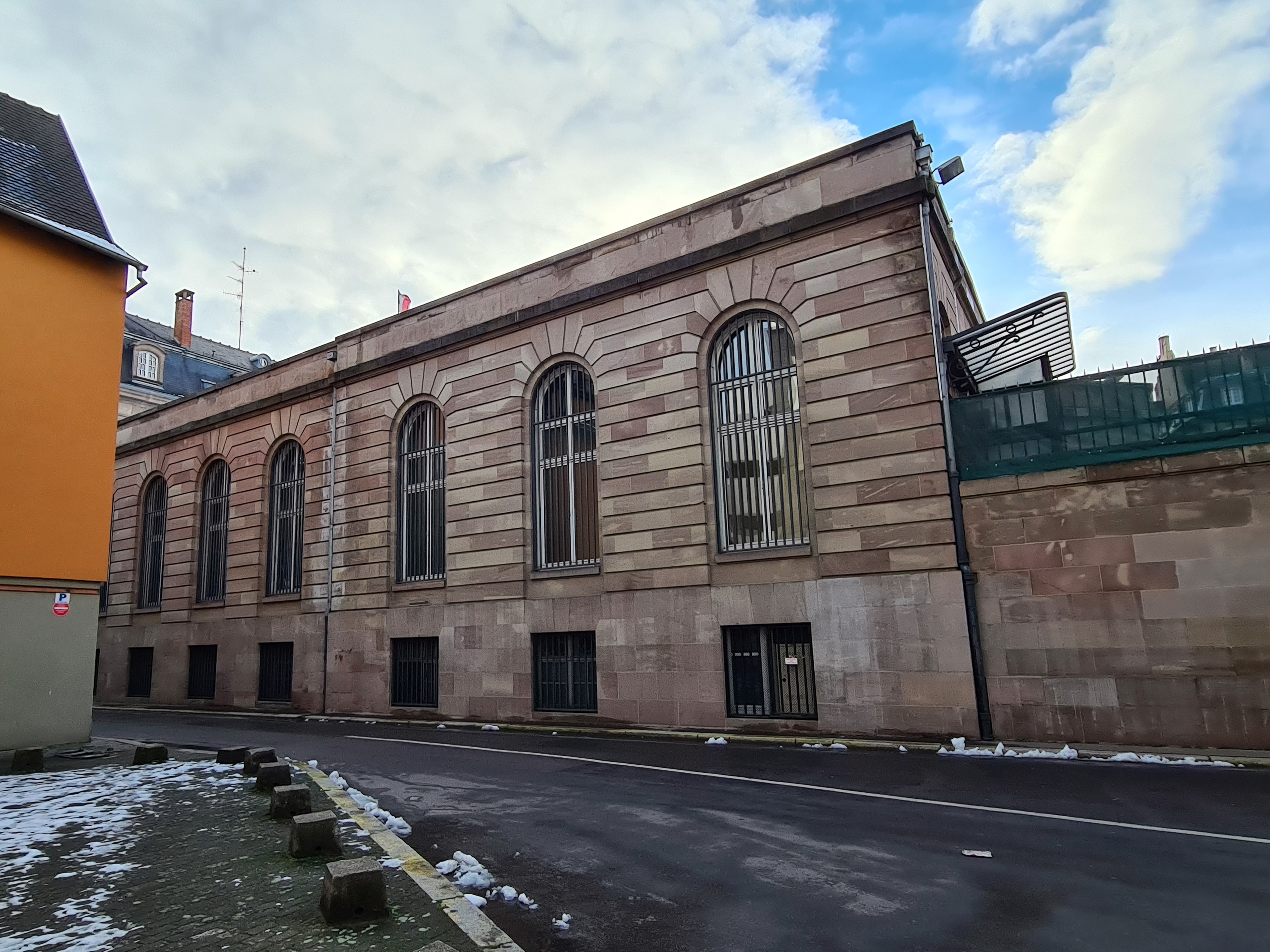
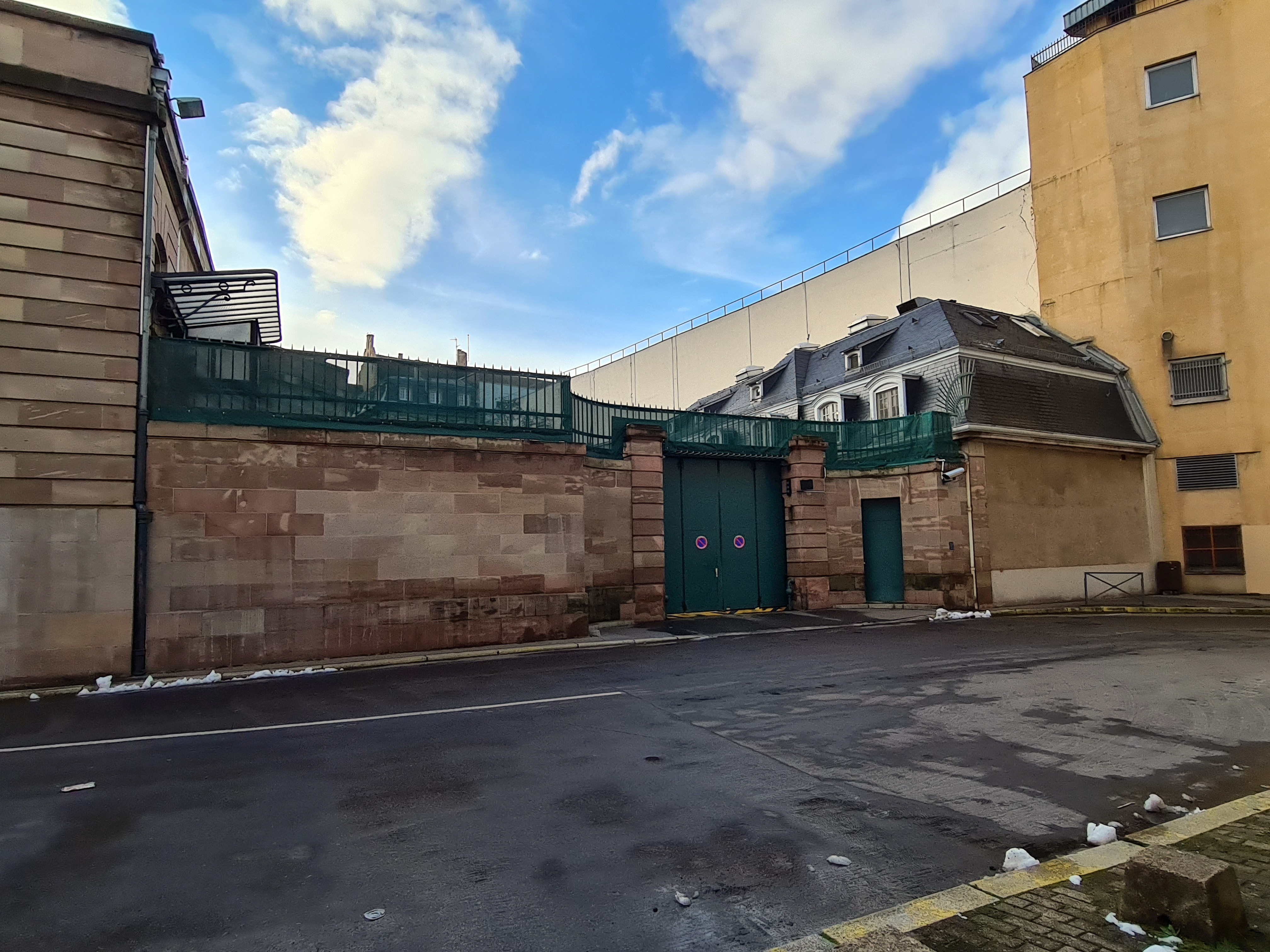